# وایک
وایْک (به ارمنی: Վայք) یک شهر در ارمنستان است که در استان وایوتس‌جور واقع شده‌است. در کیلومتری شمال یغگنادزور، مرکز استان وایوتس‌جور واقع شده‌است.

## خصوصیات
وایک ۳ کیلومترمربع مساحت و ۵٬۸۷۷ نفر جمعیت دارد و ۱٬۳۰۰ متر بالاتر از سطح دریا واقع شده‌است. در کیلومتری شمال یغگنادزور، مرکز استان وایوتس‌جور واقع شده‌است.
این شهر که در استان وایوتس‌جور قرار دارد پیش از این «سویلان» (-۱۹۵۶) و پیش از آن از سال ۱۹۵۶ تا ۱۹۹۴ میلادی عزیزبیگوف ((به ارمنی: Ազիզբեկով)) نام داشت. نام عزیزبیگوف به افتخار مشهدی عزیزبیگوف، انقلابی جمهوری آذربایجان به این شهر داده شده بود.

## جمعیت‌شناسی
| سال   | ۱۸۹۷ | ۱۹۶۳  | ۱۹۷۶  | ۱۹۸۹  | ۲۰۰۱  | ۲۰۱۱  | ۲۰۱۶  |
| جمعیت | ۲۲   | ۱٬۱۱۵ | ۴٬۶۴۴ | ۶٬۵۵۰ | ۶٬۰۲۴ | ۵٬۸۷۷ | ۴٬۷۰۰ |

## نگارخانه

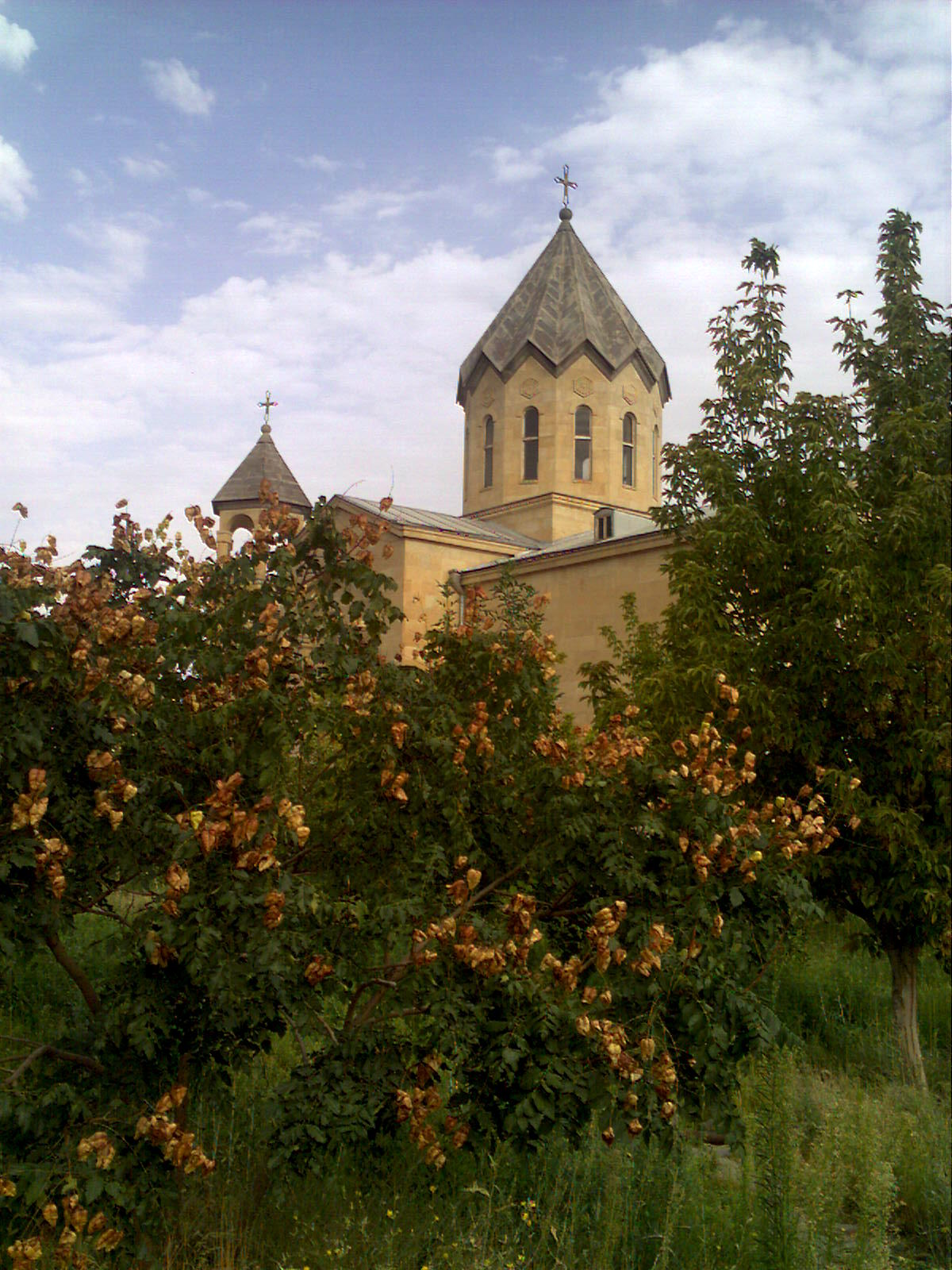
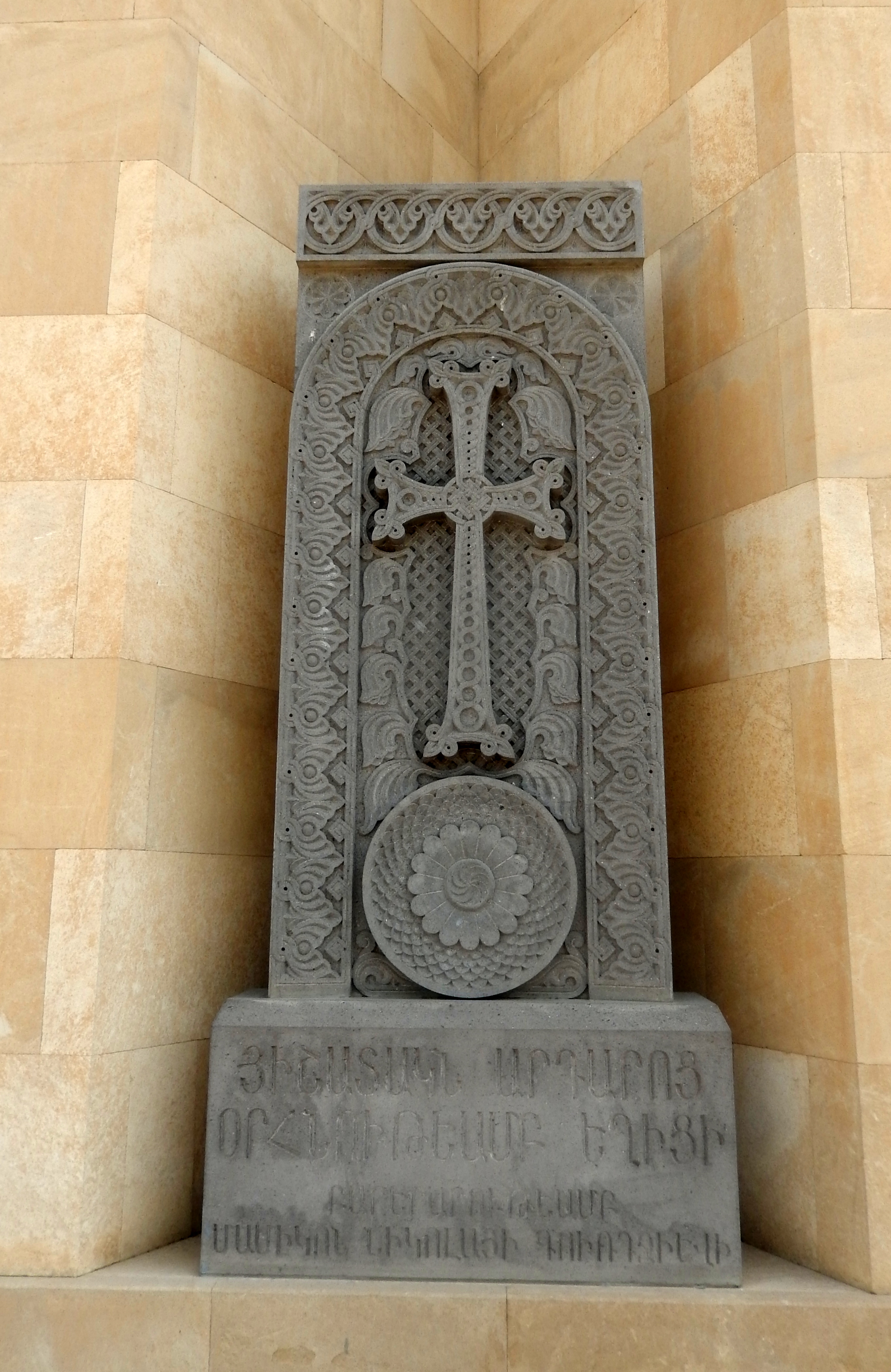
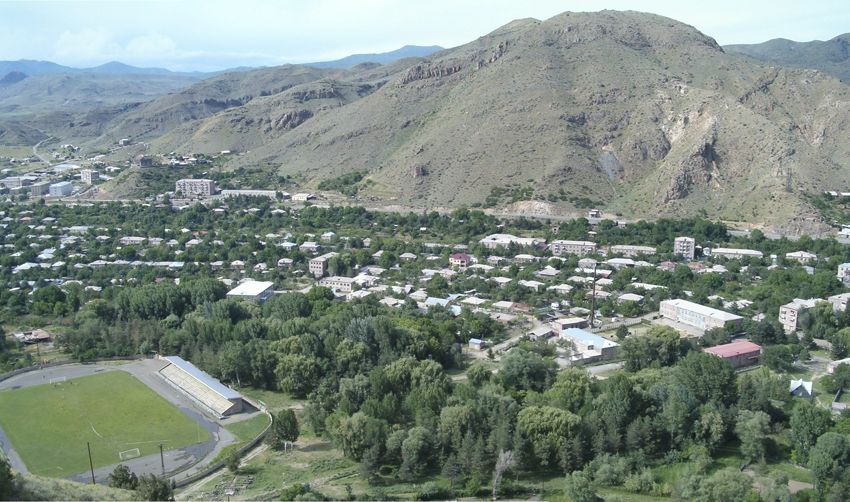
General view
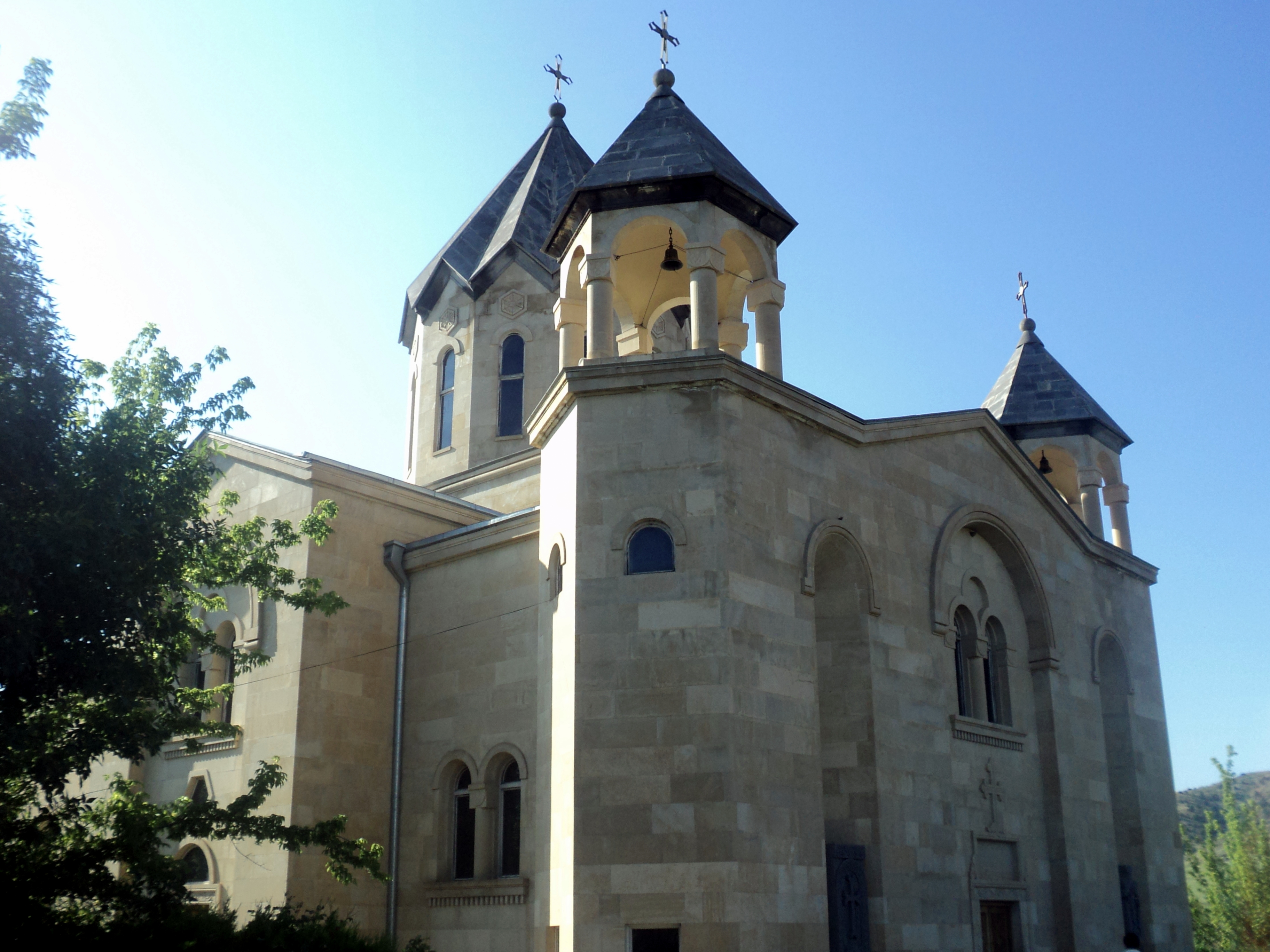
کلیسای Saint Trdat افتتاح شده در سال ۲۰۰۰
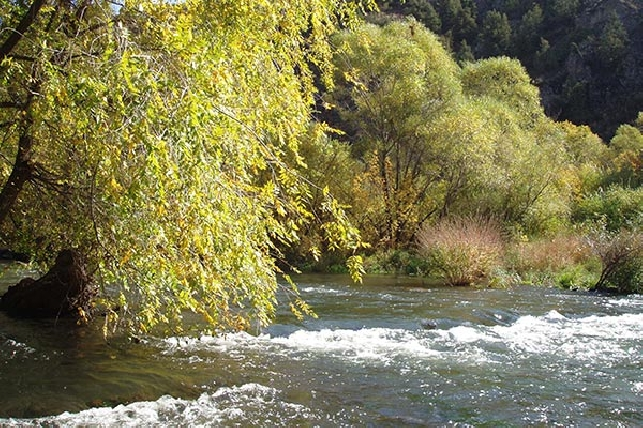
رود آرپا (رود) در وایک
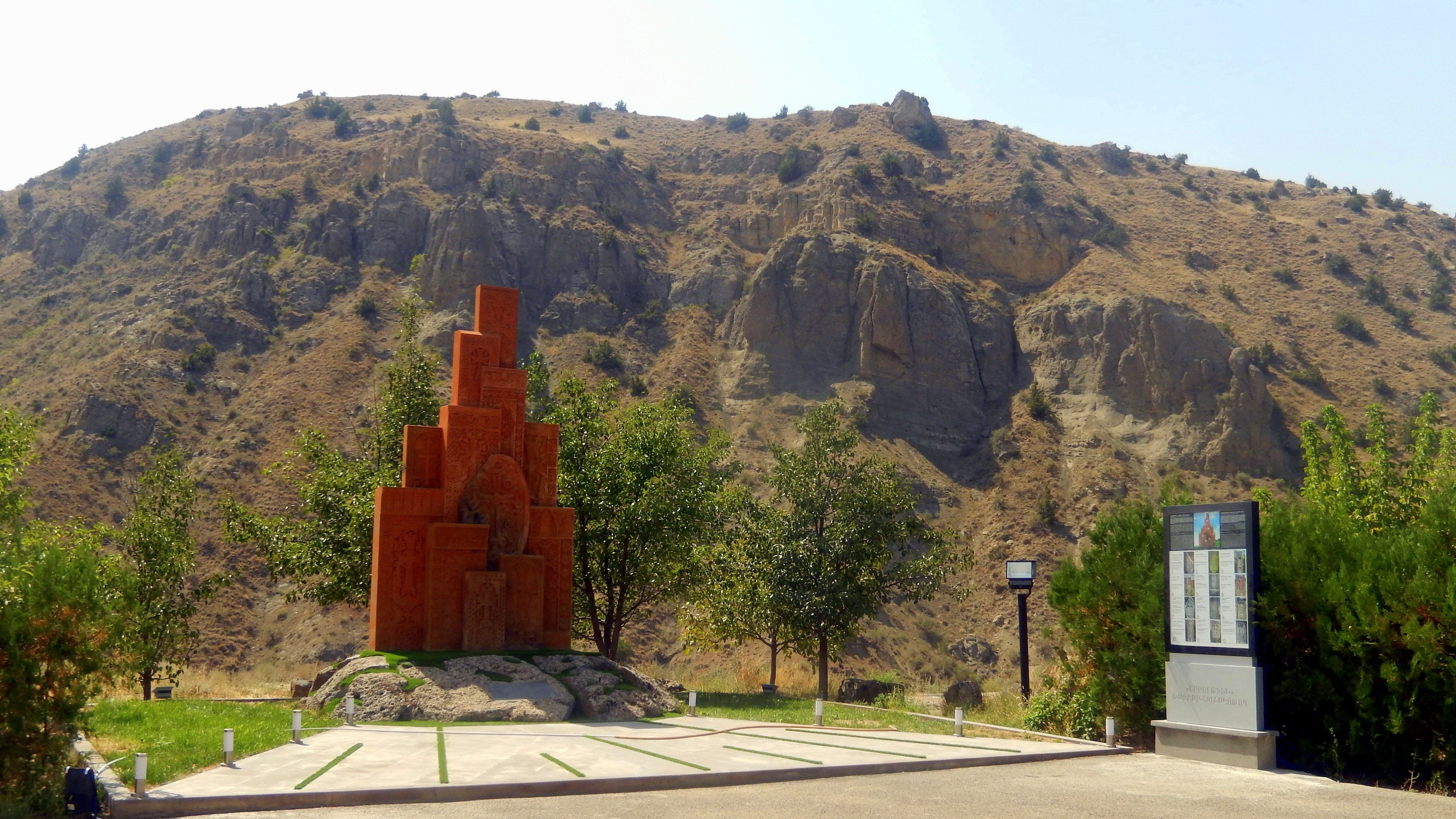
خاچکار-یادبود به Holy Resurrection
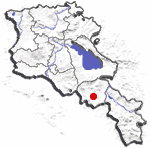
محل وایک در ارمنستان